# Тоде Ивановски
Тоде Ивановски (на македонска литературна норма: Тоде Ивановски) е участник в комунистическата съпротива във Вардарска Македония, по-късно художник от Югославия и Република Македония.

## Биография
Роден е в 1924 година в Неготино, тогава в Кралството на сърби, хървати и словенци. На следната година семейството му се мести в Битоля. Става член на Съюза на комунистическата младеж на Югославия. През октомври 1941 година става партизанини във Втората македонска бригада. Участва във Февруарския поход в 1944 година.
Ивановски излага за пръв път свои творби – рисунки от партизанската борба в стенвестника на Втора бригада в Сборско през март 1944 година. След войната Ивановски рисува, като сюжетите му са свързани с така наречената Революция. Публикувани са в много издания и прави много самостоятелни и участия в групови изложби. В 1962 година публикува рисунки от комунистическата съпротива в изданието „Пламъкът наш“. Носител е на орден за храброст, на медал и орден за заслуги за народа, три пъти на наградата „4-ти ноември“ – 1960, 1962 и 1965 година.
Умира в Битоля на 14 октомври 2005 година.